# Klientelpolitik
Klientelpolitik bezeichnet die Verfolgung einer Politik unter Ausklammerung des Gemeinwohls. Die handelnden Akteure verfolgen zu Gunsten ihrer Klientel eigene Interessen und treffen Entscheidungen, die auch zu Lasten der Allgemeinheit gehen können. Der Ausgleich verschiedener Teilinteressen wird zu Gunsten eines Einzelinteresses vernachlässigt.

## Überblick
In der Allgemeinsprache wird der Begriff Klientelpolitik vor allem als politisches Schlagwort zur Kritik am jeweiligen politischen Gegner verwendet. Eine allgemeine wissenschaftliche Definition des Begriffs existiert nicht. Die Grenzen zu Phänomenen wie Korruption, Lobbyismus und Nepotismus sind fließend.
Klientelpolitik findet in der Beziehung zwischen einem Patron und einem Klienten statt (siehe Klientelismus). Voraussetzung für eine Beziehung zwischen Patron und Klient sind soziale Ungleichheit und der Austausch von Leistungen bzw. Diensten. Die Leistungen des Patrons sind dabei Schutz, Sicherheit, Vermittlung und Interessenvertretung. Der Klient bietet dafür Gefolgschaft und Loyalität. Politisch wird diese Beziehung, wenn es um den Austausch zwischen einem Politiker und seinen Unterstützern (Wählern) geht. Als kennzeichnend für derartige politische Beziehungen gelten Wahlkämpfe, die nicht an Programmen, sondern an Personen orientiert sind.
In modernen Gesellschaften handelt es sich bei Patron-Klient-Beziehungen vor allem um Beziehungen innerhalb großer Netzwerke zwischen Gruppen (Clans, Fraktionen, „Schulen“ etc.). Die persönliche Beziehung zwischen zwei Personen ist für die individuelle Teilnahme an einem Netzwerk jedoch wichtig, da sie Sicherheit und Vertrauen schafft.
Nimmt Klientelpolitik in einer Demokratie überhand, besteht die Gefahr, dass öffentliche Diskussion politischer Themen zur Farce wird, wenn Entscheidungen in einer privaten Beziehung zwischen Patron und Klient ausgehandelt und als allgemeine Entscheidung präsentiert werden. Zudem erleichtert dies Korruption.
Als Vorteil der Klientelpolitik wird in der Wissenschaft genannt, dass es sich um eine weitere Form der Interessenvertretung handelt. Dabei wird durch die Beziehungsstrukturen der Zugang zu den Entscheidungsinstanzen vereinfacht. Auf diesem Weg können Interessen erfolgreich und konfliktvermeidend kanalisiert werden.

## Beispiele
Der Vorwurf der Klientelpolitik wurde in der deutschen politischen Auseinandersetzung zum Beispiel in folgenden Fällen erhoben:
- die FDP wegen der Unterstützung der Interessen der freien Berufe und der Senkung des Mehrwertsteuersatzes für das Hotelgewerbe im Zusammenhang mit einer Spende von August von Finck junior
- die SPD wegen gewerkschaftsfreundlicher Politik, speziell auch wegen der Subventionierung des deutschen Kohlebergbaus
- CDU und CSU wegen Unterstützung der deutschen Landwirtschaft, der Vertriebenen oder des Großkapitals
- Bündnis 90/Die Grünen im Zusammenhang mit der Förderung erneuerbarer Energien
- Die Linke im Zusammenhang mit alten SED-Kadern und NVA-Angehörigen, etwa hinsichtlich der Verteidigung derer Pensionen[1]

Eine zweifelsfreie, objektive Einordnung als Klientelpolitik zu Lasten der Allgemeinheit ist jedoch kaum möglich. Die Verwendung des Begriffs ist damit stets mit einer politischen Bewertung verbunden.

## Politisches Handeln zu Gunsten Wohlhabender als Klientel
Laut einem Forschungsbericht von 2016 im Auftrag des Bundesministeriums für Arbeit und Soziales werden in Deutschland bei politischen Entscheidungen die Präferenzen von sozialen Gruppen unterschiedlich stark berücksichtigt. Ausgewertet wurden dabei Daten aus der Zeit zwischen 1998 und 2015. Es zeigt sich ein deutlicher Zusammenhang von Entscheidungen zu den Einstellungen von Personen mit höherem Einkommen, aber keiner oder sogar ein negativer Zusammenhang für die Einkommensschwachen.